# Ciara: The Evolution
Ciara: The Evolution este cel de-al doilea album de studio al interpretei americane Ciara.
Primul single oficial lansat de pe album a fost „Promise”, cântecul ajungând pe locul 11 în Billboard Hot 100. A doua piesă promovată în Statele Unite și prima la nivel mondial a fost „Like a Boy”. Aceasta s-a clasat pe locul 19 in Billboard Hot 100, pe locul 2 în Letonia, pe 8 în Suedia și pe 10 în Franța. Al treilea single lansat a fost ales „Can't Leave 'em Alone”, colaborare cu interpretul de muzică rap 50 Cent, piesa dovedindu-se a fi un insucces comercial, clasându-se doar pe locul 40 în Statele Unite și pe locul 4 în Noua Zeelandă.
Albumul a primit în general recenzii pozitive din partea criticilor de specialitate și a debutat pe primul loc în Billboard 200, înregistrând vânzări de 338.000 de exemplare în prima săptămână și a primit discul de platină din partea RIAA. În afara teritoriului Statelor Unite, materialul a avut un succes mediocru, nereușind să intre în top 10 decât în Taiwan Album Chart.

## Ordinea pieselor pe disc
Ediția standard
1. „That's Right” 4:16
2. „Like a Boy” 3:57
3. „The Evolution of Music” 0:10
4. „Promise” 4:27
5. „I Proceed” 4:13
6. „Can't Leave 'em Alone” 4:04
7. „C.R.U.S.H.” 4:17
8. „My Love” 4:00
9. „The Evolution of Dance” 0:15
10. „Make It Last Forever” 3:33
11. „Bang It Up” 3:04
12. „Get Up” 4:21
13. „The Evolution of Fashion” 0:15
14. „Get In, Fit In” 4:13
15. „The Evolution of C” 0:19
16. „So Hard” 4:49
17. „I'm Just Me” 4:32
18. „I Found Myself” 4:32